# Medalla Herbert
La Medalla Herbert es el máximo reconocimiento que la "International Bulb Society"  otorga a una persona cuyos logros en el avance del conocimiento de las plantas bulbosas se consideran sobresalientes.
El nombre de la medalla está dedicado a William Herbert, un destacado botánico del siglo XIX quien publicó varios volúmenes dedicados a sus estudios sobre la botánica y la hibridación de varios géneros de bulbosas de las familias Iridáceas y Amarilidáceas.
El listado de las personas que han recibido la Medalla Herbert desde 1937 es el siguiente:
- Ori Fragman - Sapir, Israel, 2010
- Joseph Solomone, California, 2009
- Mark P. Bridgen, New York, 2008
- Felix Fadjar Marta, Indonesia, 2007
- Abraham H. Halevy, Israel, 2006
- Herbert Kelly, Jr., California, 2005
- Floris Barnhoorn, South Africa, 2004
- Harold Koopowitz, California, 2003
- Marcel Le Nard, France, 2002
- Graham Dugald Duncan, South Africa, 2001
- David Lehmiller, Texas, 2000
- August A. De Hertogh, North Carolina, 2000
- Peter Goldblatt, Missouri, 1999
- Fred Meyer, California, 1999
- Alan W. Meerow, Florida, 1998
- Dierdre Anne Snijman, South Africa, 1997
- Peter Smithers, Switzerland, 1997
- Maurice Boussard, France, 1996
- Brian Mathew, England, 1992
- Kenneth E. Mann, California, 1991
- H. Shuichi Hirao, Japan, 1990
- L. S. Hannibal, California, 1988
- Grant E. Mitsch, Oregon, 1988
- Thomas W. Whitaker, California, 1988
- Hamilton P. Traub, California, 1985
- Marcia C. Wilson, Texas, 1984
- A. C. Pickard, Texas, 1983
- Hilda Latapie, Louisiana, 1982
- W. L. Tjaden, England, 1981
- Charles D. Cothran, California, 1980
- Harry Blossfeld, Brazil, 1979
- W.S. Flory, Jr, North Carolina, 1978
- Emma D. Menninger, California, 1977
- Floor Barnhoorn, South Africa, 1976
- John M. Cage, California, 1975
- Pierfelice Ravenna, Chile, 1974
- Cesar Vargas, Perú, 1973
- J. L. Doran, California, 1972
- C.G. Ruppel, Argentina, 1971
- Thad M. Howard, Texas, 1970
- W. Quinn Buck, California, 1969
- Robert P. Kahn, Maryland, 1968
- Marton Cardenas Hermosa, Bolivia, 1967
- Leon Boshoff-Mostert, South Africa, 1966
- Robert D. Goedert, Florida, 1965
- S.Y. Caldwell, Tennessee, 1964
- W. D. Morton, Jr. Louisiana, 1963
- Floy F. Smith, Maryland, 1962
- Frederick B. Jones, Texas, 1961
- Ira S. Nelson, Louisiana, 1960
- Robert G. Thornburgh, California, 1959
- Wyndham Hayward, Florida, 1958
- Morris W. Clint, Texas, 1957
- E.O. Orpet, California, 1956
- Robert F. Hoover, California, 1955
- Thomas R. Manley, Pennsylvania, 1954
- E.A. Bowles, England, 1953
- J.C. Th. Uphof, Florida, 1952
- Mulford B. Foster, Florida, 1951
- Mary G. Henry, Pennsylvania, 1950
- C. O. Fairbain, Australia, 1949
- R. A. Dyer, South Africa, 1948
- R. W. Wheeler, Florida, 1947
- Guy L. Wilson, Northern Ireland, 1946
- R. G. Huey, Kentucky, 1945
- Henry A. Jones, Maryland, 1944
- Elizabeth Lawrence, N. Carolina, 1943
- Dr. A. Fernandes, Portugal, 1942
- W. M. James, California, 1941
- H. W. Pugsley, England, 1940
- A. B. Stout, New York, 1939
- Carl Purdy, California, 1939
- J. Hutchison, England, 1939
- Sydney Percy-Lancaster, India, 1939
- Fred H. Howard, California, 1939
- Jan de Graff, Oregon, 1938
- Pierre S. duPont, Delaware, 1938
- Albert Pam, England, 1938
- Cecil Houdyshel, California, 1938
- Ernst H. Krelage, Holland, 1938
- Arthington Worsley, England, 1937
- Theodore L. Mead, Florida, 1937
- Henry P. Nehling, Florida, 1937